# Chronologie
Chronologie é um álbum de Jean Michel Jarre lançado em 1993 pela Disques Dreyfus, licenciada pela Polydor. É inspirado no livro Uma Breve História do Tempo de Stephen Hawking. As faixas "Chronologie Part 4" e "Chronologie Part 5" começam como uma composição criada para a empresa de relógios suíços Swatch. O som da música "Chronologie Part 1" foi baseada em uma nova onda de electro e dance music que vinha se desenvolvendo desde meados de 1989.
| Críticas profissionais                                                      | Críticas profissionais |
| Avaliações da crítica                                                       | Avaliações da crítica  |
| Fonte                                                                       | Avaliação              |
| --------------------------------------------------------------------------- | ---------------------- |
| AllMusic                                                                    | [ 2 ]                  |
| Esta tabela precisa de ser acompanhada por texto em prosa. Consulte o guia. |                        |

## Faixas
1. "Chronologie Part 1" – 10:51
2. "Chronologie Part 2" – 6:05
3. "Chronologie Part 3" – 3:59
4. "Chronologie Part 4" – 3:59
5. "Chronologie Part 5" – 5:34
6. "Chronologie Part 6" – 3:45
7. "Chronologie Part 7" – 2:17
8. "Chronologie Part 8" – 5:33

## Créditos
- Jean Michel Jarre[1]: – Sequanciador, Kurzweil K2000, Mini Moog, ARP 2600, Akai MPC60, AKAI S 1000, EMS Synthi AKS, JD 800, Korg O1/W, Roland TR-909, DR 660, Synthex, Eminent, JP 8, DJ 70, Vocoder, Fairlight CMI
- Francis Rimbert[1] – teclado e sintetizador adicional.
- Michel Geiss[1] – teclado e colaboração.
- Dominique Perrier[1] – teclado adicional.
- Patrick Rondat[1] – guitarra